# Ann Catrin Apstein-Müller
Ann Catrin Apstein-Müller (auch Ann Catrin Bolton; * 13. April 1973 in Gräfelfing) ist eine deutsche Lyrikerin und Übersetzerin. Sie lebt und arbeitet in Augsburg.

## Leben und Werk
Ann Catrin Apstein-Müller wuchs in einem Münchner Vorort auf, wo sie 1992 ihr Abitur machte. Es folge ein Studium der Germanistik und Amerikanistik und des Medienrechts an der Ludwig-Maximilians-Universität München. An das Studium schloss sich eine Ausbildung zur Buchhändlerin in München an. Nach zehn Jahren Teilzeitarbeit im Buchhandel, während derer sie ihre freiberufliche Tätigkeit aufbaute, arbeitet sie heute als Autorin und freie Übersetzerin für Literatur und Fachtexte. Mit dem Schreiben begann sie bereits im Grundschulalter, in der intensivsten Phase zwischen 2000 und 2013 verarbeitete sie darin vor allem eigene Lebenssituationen und Beobachtungen, verbunden mit Einflüssen aus Musik, Film und Literatur.
Seit 2005 ist sie vor allem als Übersetzerin aus dem Slowenischen und Englischen tätig, so hat sie zahlreiche belletristische Werke und Theaterstücke slowenischer Autoren ins Deutsche übersetzt. Im November 2015 publizierte sie ihren ersten eigenen Gedichtband mit dem Titel Sonnenhonig in der Reihe 100 Gedichte im Martin Werhand Verlag. Ihre zweite Lyrikpublikation erschien ein Jahr später unter dem Namen Degravitation im selben Verlag. Neben Gedichten, erste lyrische Texte erschienen bereits im Jahr 2002 in der Anthologie-Reihe Junge Lyrik im Martin Werhand Verlag, hat Ann Catrin Apstein-Müller auch Kurzprosa veröffentlicht, unter anderem in der deutschen Literaturzeitschrift Dichtungsring.

## Veröffentlichte Übersetzungen

### Bücher
- Aleš Šteger, Preußenpark: Berliner Skizzen, Suhrkamp Verlag, Frankfurt am Main 2009, ISBN 978-3-518-12569-4 (Orig.: Berlin, Beletrina 2007)
- Pero Simić, Tito – Geheimnis des Jahrhunderts, Orbis 2012, ISBN 978-961-6372-75-6 (Orig.: Tito – skrivnost stoletja, Orbis 2010)
- Tadej Golob, Der Goldene Zahn, Schruf&Stipetic, Berlin 2015, ISBN 978-3-944359-12-0 (Orig.: Zlati zob, Mladinska knjiga 2011)
- Evald Flisar, Der Zauberlehrling, Hermagoras, Klagenfurt 2015, ISBN 978-3-7086-0856-3 (Orig.: Čarovnikov vajenec, 9. izd., KUD Sodobnost International, 2013)
- Davorin Lenko, Körper im Dunkeln, DSP/Litterae Slovenicae; Ljubljana 2016, ISBN 978-961-6547-98-7 (Orig.: Telesa v temi, Center za slovensko književnost 2013)
- Miha Mazzini, Deutsche Lotterie, Transit Buchverlag 2016, ISBN 978-3-88747-334-1 (Orig.: Nemška loterija, Beletrina 2010)
- Marko Sosič, Tito, amor mijo, Drava, Klagenfurt 2016, ISBN 978-3-85435-775-9 (i. V. Orig.: Tito, amor mijo, Litera 2005)
- Evald Flisar, Über den Wolken, Klagenfurt 2017, ISBN 978-3-7086-0932-4 (i. V. Orig.: Besede nad oblaki)
- Anita Šumer, Verrückt nach Sauerteig, Unimedica, Kandern, 2019 ISBN 978-3-96257-104-7 (i. V. Orig.: Drožomanija)
- Jana Bauer, Die kleine Gruselfee, Frankfurt am Main 2019, ISBN 978-3-7373-5636-7 (i. V. Orig.: Groznovilca v Hudi hosti)
- Maja Gal Štromar, Denk an mich, auch in guten Zeiten, Bad Herrenalb, Edition CONVERSO, 2020, ISBN 978-3-9819763-8-0 (i. V. Orig.: Misli name, ko ti je lepo)
- Veronika Dintinjana, Gelb brennt der Forsythienstrauch, Ljubljana : Društvo slovenskih pisateljev, 2020, ISBN 978-961-6995-62-7 (i. V. Orig.: Rumeno gori grm forzici)
- Tone Škrjanec, Haut, Ljubljana : Društvo slovenskih pisateljev, 2021, ISBN 978-961-6995-79-5 (i. V. Orig.: Koža)

### Theaterstücke
- Simona Semenič, 5jungs.net, Kaiserverlag, Wien 2009.
- Simona Semenič, Sie da, sehen Sie uns (denn) wirklich nie oder (tun Sie s) etwa doch?, Volkstheater Wien 2010.
- Evald Flisar, Und Leonardo?, Theater im Keller, Graz, DEA Oktober 2012.

### Beiträge in Büchern und Zeitschriften
- Aleš Šteger, Tacitus in der U-Bahn-Station, in: Sprache im technischen Zeitalter 183, Köln 2007.
- Aleš Šteger, Erbarmen! Erbarmen! Herr Professor, verstehen Sie das Leben?, in: Osteuropa 2-3/2009, Berlin 2009.
- Aleš Šteger, Die Erschaffung der verlorenen Zeit, in: Branko Lenart, Styrians, Kultur in Leibnitz, Leibnitz 2009.
- Aleš Šteger, Wozu?, in: Josef Trattner, Sofa, Schlebrügge.Editor, Wien 2010.
- Milan Kleč, Schieler, in: Ostragehege 59, Dresden 2010.
- Stanka Hrastelj, 9 Gedichte für das Projekt European Borderlands des LCB, 2010.
- Aleš Šteger, Gegen die Phantome, Vortrag Europäische Literaturtage 2010, Wachau, Österreich
- Ana Pepelnik, 11 Gedichte für lyrikline.org
- Tadej Golob, Schweinsfüße (Auszug), Slovene Studies 34/1-2, Bowling Green 2012.

## Eigene Werke

### Bücher
- Sonnenhonig: 100 Gedichte. Martin Werhand Verlag, Melsbach 2015, ISBN 978-3-943910-20-9.
- Degravitation: 50 Gedichte in Deutsch – 50 Poems in English. Martin Werhand Verlag, Melsbach 2016, ISBN 978-3-943910-23-0.

### Eigene Beiträge in Literatur- und Fachzeitschriften
- Gedichte. In: Junge Lyrik III. Martin Werhand Verlag, 2002, ISBN 3-9806390-3-7.
- Notamerica. Kurzprosa. In: Torso 12. Berlin/München 2003.
- e = mc². Kurzprosa. In: Dichtungsring. Nr. 36, Bonn 2008.
- Wieder vereint/Reunited. Kurzprosa. In: Beatrix Brockman (Hrsg.): The Vanderbilt Berlin Wall Project. Nashville/Tennessee 2009, ISBN 978-0-557-10819-0.
- Gedichte In: anthologie blauer salon – eins. glauche-löwe-milserliteraturprojekte gbr, Duisburg 2009, ISBN 978-3-9813131-0-9.